# Триумф (баскетбольный клуб)
«Триумф» — российский мужской баскетбольный клуб из города Люберцы Московской области, существовавший в 2007—2014 годах.

## История
Клуб «Триумф» был создан в июне 2007 года, правопреемником просуществовавшего до этого пять лет подмосковного «Динамо» — именно его место команда из Люберец после расформирования бело-голубых заняла в российской суперлиге А и Кубке УЛЕБ — не является.
Дебютный сезон-2002/03 именовавшаяся тогда «Динамо-РГАФК» команда провела в подмосковном Дмитрове и закончила победителем высшей лиги чемпионата России (за команду тогда выступали, в частности, Андрей Ведищев и Владислав Кондратов). На второй год переехавшая в дворец спорта «Динамо» команда получила право играть в суперлиге А и Кубке ФИБА. Затем, в 2004-м, последовал еще переезд — в Чехов — и усиление такими баскетболистами как Чак Корнегэй, Никита Моргунов и Валерий Дайнеко. В ноябре 2005 команда разместилась во Дворце спорта «Триумф» города Люберцы. «Динамо» второй год кряду вышло в «Финал четырех» Кубка России, а через год повторило успех.
В июне 2007-го главным тренером команды был назначен Станислав Еремин, а через некоторое время «Динамо» прекратило свое существование, передав всю структуру под начало новообразованного «Триумфа».
Почетным президентом клуба являлся Лев Лещенко.
Летом 2014 года костяк команды переехал в Санкт-Петербург, где был образован БК «Зенит».

## Результаты выступлений
| Команда   | Сезон     | Лига        | Рег. чемпионат     | Плей-офф                               | Кубок России  | Еврокубки    | Место в Еврокубке |
| --------- | --------- | ----------- | ------------------ | -------------------------------------- | ------------- | ------------ | ----------------- |
| Динамо МО | 2003/2004 | Суперлига А | 6 место            | 1/4 финала                             | 1/16 финала   | Кубок ФИБА   | 4 место           |
| Динамо МО | 2004/2005 | Суперлига А | 7 место            | 1/4 финала                             | 1/8 финала    | Кубок ФИБА   | 3 место           |
| Динамо МО | 2005/2006 | Суперлига А | 6 место            | 1/4 финала                             | 4 место       | Кубок вызова | ТОП-16            |
| Динамо МО | 2006/2007 | Суперлига А | 6 место            | 6 место                                | 1/2 финала    | Кубок вызова | 1/4 финала        |
| Триумф    | 2007/2008 | Суперлига А | 4 место            | 5 место                                | 1/4 финала    | Кубок Европы | 1/16 финала       |
| Триумф    | 2008/2009 | Суперлига А | 5 место            | 5 место                                | 4 место       | Кубок Европы | Квалификация      |
| Триумф    | 2008/2009 | Суперлига А | 5 место            | 5 место                                | 4 место       | Кубок вызова | 3 место           |
| Триумф    | 2009/2010 | Суперлига А | 6 место            | 7 место                                | 1/4 финала    | Кубок Европы | Гр.этап           |
| Триумф    | 2010/2011 | ПБЛ         | 10 место           | не участвовал                          | 1/4 финала    | Кубок вызова | Квалификация      |
| Триумф    | 2011/2012 | ПБЛ         | 3 место            | 4 место                                | 1/4 финала    | Кубок вызова | 3 место           |
| Триумф    | 2011/2012 | ББЛ         | 2 место            | 1/4 финала (отказ от участия)          | 1/4 финала    | Кубок вызова | 3 место           |
| Триумф    | 2012/2013 | ПБЛ         | 5 место            | не проводился                          | не участвовал | Кубок Европы | 2 гр.этап         |
| Триумф    | 2012/2013 | ЕЛ ВТБ      | 6 место в группе B | 1/8 финала                             | не участвовал | Кубок Европы | 2 гр.этап         |
| Триумф    | 2013/2014 | ЕЛ ВТБ      | 3 место в группе B | 1/4 финала 6 место в чемпионате России | 1/4 финала    | Кубок вызова | 2 место           |

## Главные тренеры
- 2003—2005 — Евгений Коваленко
- 2005 — Александр Васин
- 2005—2007 — Рутянис Паулаускас
- 2007 — Дмитрий Шакулин
- 2007—2010 — Станислав Ерёмин
- 2010—2012 — Вальдемарас Хомичюс
- 2012—2014 — Василий Карасев

## Капитаны команды
- 2007—2008 — Игорь Заманский
- 2008—2009 — Сергей Топоров
- 2009—2010 — Вадим Панин (в его отсутствие обязанности также исполняли Егор Вяльцев и Павел Сергеев)
- 2010—2011 — Егор Вяльцев
- 2011—2014 — Артем Кузякин